# Artenacià

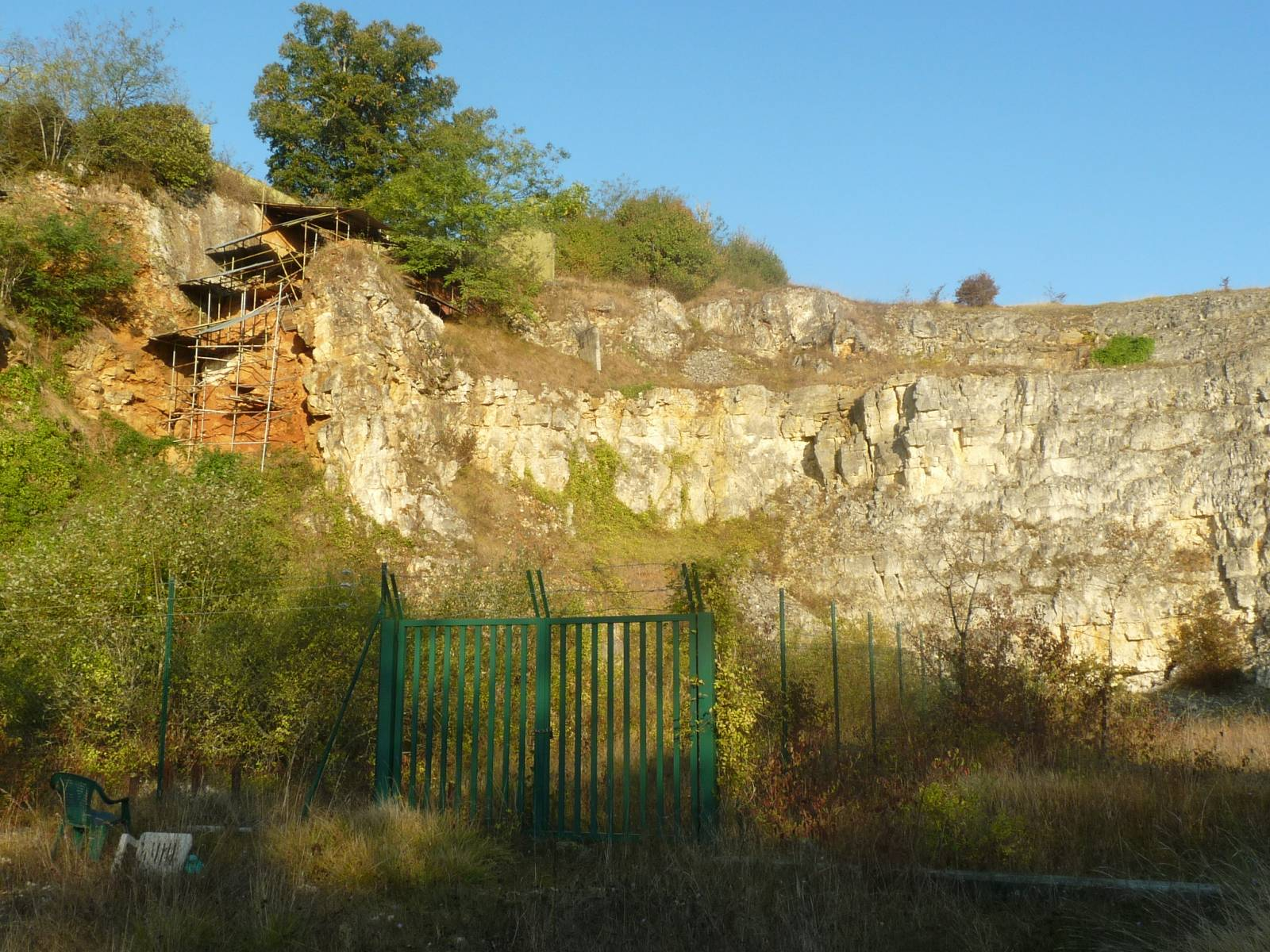
Jaciment de la Cova d'Artenac

L'artenacià, cultura artenaciana o d'Artenac, és una cultura neolítica del mil·lenni III abans de la nostra era, present en part del centre-oest i sud-oest de l'actual estat francés. Aquesta cultura es caracteritza sobretot per la indústria lítica i la ceràmica.

## Història
La cultura d'Artenac, la van definir al principi, l'any 1962, Claude Burnez i Gérard Bailloud, després de l'excavació de la cova sepulcral d'Artenac, a prop d'Angulema, a Charanta. Les nombroses excavacions posteriors permeten hui una caracterització més precisa d'aquesta cultura neolítica.

## Creixement i evolució
L'artenacià es va desenvolupar en el Neolític final, entre el 2800 i el 2500 abans de la nostra era en un territori ampli que s'estén des de l'oest de l'estat francés actual fins al nord de la península Ibèrica. Després del descobriment inicial a la vall del Charanta, les poblacions artenacianes es posaren en relació amb la Dordonya, amb Lot a Bèlregard, al Llemosí, i fins als contraforts del massís Armoricà. Es poden considerar alguns possibles establiments al nord d'aquesta àrea per les afinitats culturals visibles a Fort Harrouard (Eure-et-Loir).
Els llocs d'hàbitat artenacians corresponen sovint a paratges naturals de caràcter defensiu com ara els cingles o grups de cases de fusta molt grans (almenys 50 m de llargada) instal·lades al bell mig de grans recintes. Els habitants practicaven la ramaderia i el conreu de cereals. Els dipòsits funeraris contenen rituals molt concrets (amulets cranials, mutilacions, foc ritual).
Alguns estudis arqueològics recents mostren contactes amb la cultura del vas campaniforme eneolítica, d'entre el 2500 i 2200 abans de la nostra era. Aquestes primeres poblacions metal·lúrgiques van influir en la cultura artenaciana, com s'ha comprovat en la decoració de la ceràmica. El metall hi és excepcional i es limita a l'ús de rares perles de coure importades d'altres grups del sud (cultura de Treilles). Els artenacians probablement mai no van treballar el metall, però la transició entre la cultura artenaciana i l'edat del bronze primerenca continua sent poc coneguda.

## Característiques

### Ceràmica
Com la majoria dels grups neolítics, l'artenacià es defineix sobretot per les produccions ceràmiques, que es componen de dues categories principals: en primer lloc, gerros de fons pla de forma troncocònica, amb pasta gruixuda, sense decorar, part d'una tradició autòctona del Neolític recent (Matignons, Seuil du Poitou); i gerros de fons redó, amb pasta fina. Entre aquests, trobem bols i plats estilitzats, que presenten una decoració característica formada per incisions de dibuixos triangulars o de diamant, organitzades en una banda horitzontal. Finalment, un darrer element és típicament característic de la ceràmica artenaciana: el bucle en forma de nas.

### Eines lítiques
La indústria lítica artenaciana es caracteritza per la presència de puntes de sageta perforants, que condueixen al final del període a formes complexes com aletes i peduncles, destrals polides i dagues de sílex de qualitat. Testifica els importants bescanvis existents entre grups humans al final del Neolític, il·lustrats sobretot per la circulació de fulles de sílex tallades a l'àrea de Le Grand-Pressigny (Indre i Loira).

## Nota i referències

### Nota
1. ↑  El grup Seuil du Poitou és un grup cultural, anomenat pel límit geogràfic. El terme es va proposar l'any 2014 per fusionar dues cultures del Neolític final: la de Vienne-Charente i el grup de Taizé.